# جنگ خوشاب

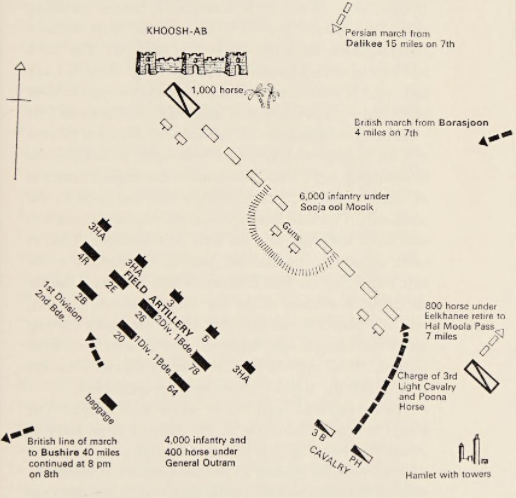
نمودار جنگ خوشاب

جنگ خوشاب نبردی است که در نیمه شب هفتم فوریه ۱۸۵۷ بین سپاه ایران  به فرماندهی شجاع الملک حاکم وقت ایالت فارس و همراهی سواران قشقایی به فرماندهی سهراب خان قشقایی و سپاه بریتانیا به فرماندهی ژنرال اترام در چند کیلومتری برازجان در نزدیکی روستای خوشاب اتفاق افتاد.

## شرح وقایع
در این نبرد تاریخی که در شامگاه بارانی ۱۹ بهمن ماه سال ۱۲۳۵ شمسی حادث شد مردمان روستاهای دشتستان (روستاهای خوشاب، زیارت، خوشمکان، چاه خانی، عیسوند…) به فرماندهی شهسوار بیگ خوشابی به نیروهای انگلیسی شبیخون می‌زنند، بانگ غریو هیاهو مردمان روستای خوشاب فرماندهان انگلیسی را به این فکر می‌اندازد که توسط قوای دولتی ایران مورد شبیخون قرار گرفته‌اند لذا سراسیمه دستور عقب‌نشینی صادر می‌شود ولی نیروهای انگلیسی در روزی بارانی در گل و لای زمین شوره‌زار خوشاب زمین‌گیر شده، تلفات زیادی می‌دهند و سرانجام به بوشهر عقب‌نشینی می‌کنند. فریدون آدمیت در کتاب خود به شکست نیروهای انگلیسی از اهالی قرای دشتستان اشاراتی دارد. علت حضور فعال جنگجویان روستاهای دشتستان خصوصاً خوشابی‌ها در این نبرد کشته شدن دو تن از سرداران دشتستانی بنام حیدربیگ خوشابی (پسر دایی حاکم برازجان محمدحسن خان برازجانی) و محمد رضا بیگ زیارتی (کدخدای روستای زیارت) در نبرد بوشهر در دو ماه قبل از این جنگ بوده‌است که فارغ از احساسات ملی باعث شعله‌ور شدن احساسات قومی نیز گردیده بوده‌است. ایران این جنگ را بزرگ‌ترین پیروزی با بریتانیا دانست اما انگلیسی‌ها همواره این جنگ را پیروزی خود و شکست نیروهای ایرانی می‌دانند. بر اساس گزارش‌های انگلیسی، ایران در این جنگ هزار کشته و اسیر داده و انگلیسی‌ها و هندی‌ها ۱۹ کشته داده‌اند. این جنگ پس از واقعه هرات و با اشغال جزیره خارگ و بندر بوشهر در دسامبر ۱۸۵۶ رخ داد. در این جنگ صنایع مهم ایران ضربه‌ای سخت خوردند. در واقع در نبرد خوشاب نیروهای انگلیسی با شبیخون اهالی روستاهای دشتستان ابتدا عقب‌نشینی می‌کنند و به بوشهر بازمی‌گردند و حتی یکی از افسران انگلیسی بعد از این نبرد خودکشی می‌کند ولی قوای انگلیسی دوباره به سمت برازجان لشکرکشی می‌کنند و این بار قوای دولتی قاجاری را شکست داده و فاتح می‌گردند. نیروهای قشقایی در این جنگ نقش برجسته ای داشتند.